# Cheilosia caerulescens
Espèce
Synonymes
- Chilosia caerulescens (Meigen, 1822)[1]
- Syrphus caerulescens Meigen, 1822[1]

Cheilosia caerulescens est une espèce d'insectes diptères brachycères de la famille des Syrphidae et du genre Cheilosia. La larve est phytoparasite des Joubarbes essentiellement dans les montagnes européennes.

## Description
Cette espèce, longue de 8 à 11 mm présente un corps d’un noir bleuâtre à la pilosité uniformément jaunâtre, molle et un peu laineuse. Sa tête présente des yeux nus, rapprochés sur un point chez le mâle, un triangle frontal hérissé de cils jaunes, une face en cône comprimé et allongé. Les ailes sont vitreuses et ombrées à leur extrémité et partie moyenne.
D'un point de vue général, C. caerulescens se distingue des autres espèces de Cheilosa par ses yeux nus, sa face élargie et ses antennes rousses. De nombreuses espèces sont très proches de C. caerulescens : il s'agit de C. armeniaca, C. calculosa, C. herculana, C. hercyniae, C. kerteszi, C. laeviventris, C. teberda et C. venosa. Elle se différencie de ce groupe essentiellement par des nervures alaires R4+5 légèrement incurvée alors qu'elle est droite chez les autres espèces et par une zone apico-postérieure du mésofémur pâle à légèrement noirâtre, alors qu'elle est franchement noire chez les autres.

Imago Cheilosia caerulescens
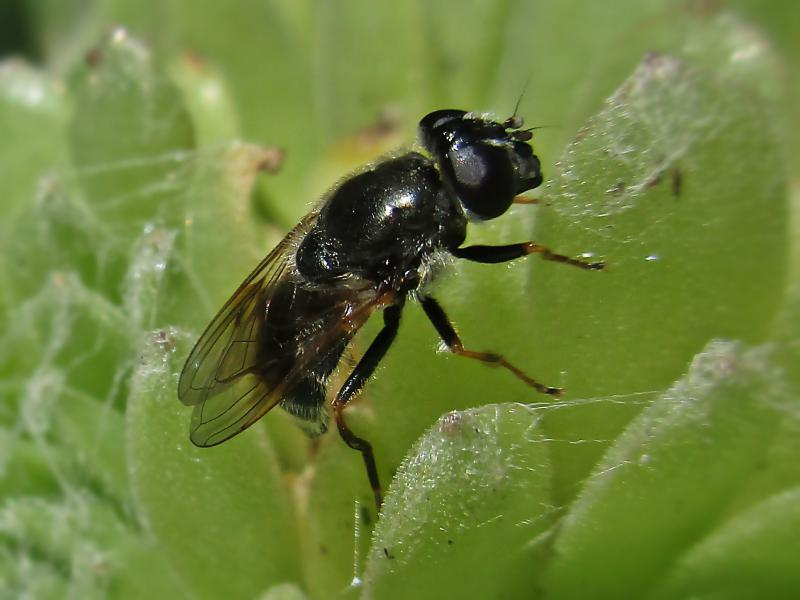
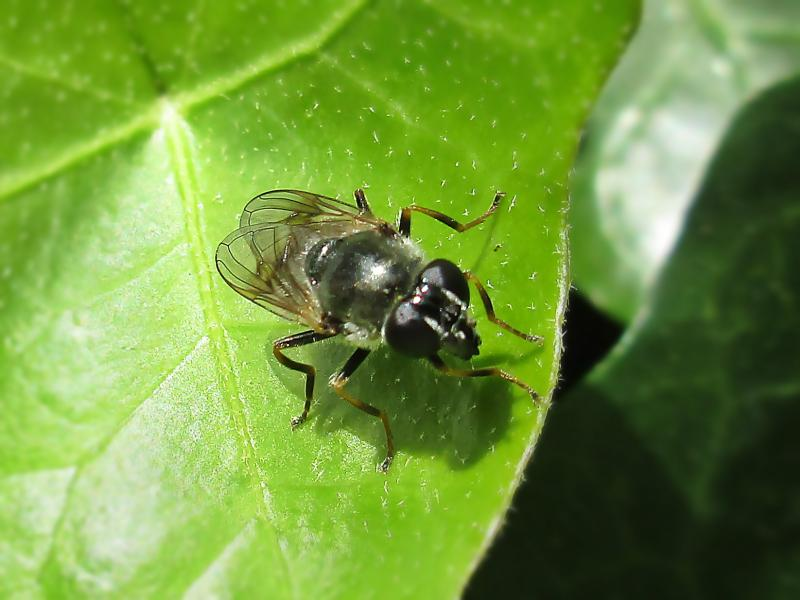

## Biologie
La larve de cette espèce est un parasite phytophage considéré comme monophage du genre Sempervivum dont Sempervivum tectorum, S. arachnoideum et S. montanum. Néanmoins, il existe également des citations de différentes plantes dont Sonchus oleraceus, Geum montanum, Solidago virgaurea et Tussilago farfara. 
Une fois l'œuf déposé au centre de la rosette de la Joubarbe, la larve créé une mine sinueuse et traversant jusqu'à cinq feuilles puis se pupose dans le sol. Les feuilles impactées brunissent et se ratatinent. Bivoltine, l'espèce hiverne dans le sol sous forme de pupe,.

## Habitat et répartition
Cette espèce est visible de fin avril à début septembre et surtout de mai à août, dans les prairies et landes subalpines rocheuses jusqu’à 2 400 m,. Mâle et femelle effectuent des vols rapides à moins d'un mètre du sol et se reposent sur les rochers ensoleillés abrités du vent. Ils sont visibles sur les Apiacées blanches, les Astéracées jaunes ainsi que les Allium ursinum, Chrysanthemum, Cirsium, Crataegus, Geum, Origanum, Ranunculus et Sempervivum.
Cheilosia caerulescens est présente sur l'ensemble de l'Europe de la Pologne à la péninsule ibérique et des Pays-Bas à la Roumanie jusqu'aux parties européennes de la Russie, principalement dans les massifs montagneux. En France, l'espèce est présente dans les Alpes, les Pyrénées et le Massif central. En Belgique, elle a été trouvée à Esneux,.
À basse altitude ainsi qu'en Grande-Bretagne, l'espèce est présente au sein des jardins d'ornements et ses enregistrements sont récents. Les raisons de cette présence ne sont pas clairement établies, il pourrait s'agir soit d'une adaptation de la larve à des hôtes différents, soit d'un déplacement du prédateur lors du transport de sa plante hôte.